# Durif
Durif ist eine Rotweinsorte, die aus Frankreich stammt. Der Landarzt François Durif selektionierte und vermehrte um das Jahr 1880 vermeintlich Sämlinge der Sorte Peloursin, die gemäß seinen Beobachtungen sehr widerstandsfähig gegen den Falschen Mehltau waren. Dieser so entstandenen Variante gab er seinen Namen. Im Jahr 1999 ergaben jedoch Genanalysen, dass die Sorte Durif eine spontane Kreuzung von Peloursin und Syrah ist.
Die wuchskräftige und ertragsstarke Sorte erbringt eher rustikale, dunkelrote Weine. Nachdem im Jahr 1958 in Frankreich noch 530 Hektar bestockt waren, wird sie heute nur mehr in sehr geringen Mengen in der Provence kultiviert, wo sie in der Appellation Palette zugelassen ist.
DNA-Analysen im Jahr 2003 ergaben zweifelsfrei, dass die in Kalifornien mit dem Namen Petite Sirah bezeichneten Reben tatsächlich identisch mit der Sorte Durif sind. Bereits im Jahr 1884 hatte Charles Melver die Rebsorte Durif zusammen mit anderen Setzlingen nach San José in Kalifornien importiert. Von dort wurde die Sorte in die Weinbauländer Brasilien, Chile, Südafrika und Australien (433 Hektar, Stand 2008) exportiert. Der weltweite Bestand von Durif wird dabei auf ca. 3000 Hektar geschätzt.
Abstammung: spontane Kreuzung zwischen Peloursin x Syrah

## Synonyme
Die Rebsorte Durif ist auch unter den Namen Bas Plant, Dure, Duret, Dureza, Duriff, Dyurif, Gros Noir, Kek Durif, Nérin, Pareux Noir, Petit Duret, Petite Serine, Petite Sirah, Petite Syrah, Pinot de l´Ermitage, Pinot de Romans, Plant Durif, Plant Fourchu, Serine, Serine des Mauves, Sirane Fourchue, Sirane de Tain und Syrah Forchue bekannt.